# طريقة العناصر التطبيقية
طريقة العناصر التطبيقية هي تحليل رقمي يستخدم في التنبؤ بتسلسل الهياكل وسلوكها المنفصل. تتبنى طريقة النمذجة في طريقة العناصر التطبيقية مفهوم التشقق المنفصل ما يسمح لها بتتبع سلوك الانهيار الهيكلي تلقائيًا الذي يمر عبر جميع مراحل التحميل: المرونة، وبدء التشقق والانتشار في المواد ضعيفة الشد، ونقطة خضوع التسليح، وانفصال العنصر، والاتصال بالعنصر والتصادم، بالإضافة إلى الاصطدام مع الأرض والهياكل المتاخمة.

## نبذة تاريخية
بدأ استكشاف النهج المستخدم في طريقة العناصر التطبيقية في عام 1995 في جامعة طوكيو باعتباره جزءًا من الدراسات البحثية للدكتور حاتم تاج الدين. ولكن مصطلح «طريقة العناصر التطبيقية» نفسه صيغ لأول مرة في عام 2000 في ورقة بعنوان «طريقة العناصر التطبيقية للتحليل الهيكلي: النظرية والتطبيق للمواد الخطية». منذ ذلك الحين، كانت طريقة العناصر التطبيقية موضوعًا للبحث من قبل عدد من المؤسسات الأكاديمية والعامل الدافع في التطبيقات الواقعية. تحققت الأبحاث من دقتها في: تحليل المرونة، وبدء التشقق وانتشاره، وتقدير أحمال الانهيار في الهياكل الخرسانية المسلحة، والهياكل الخرسانية المسلحة تحت التحميل الدوري، والتحنيب وسلوك ما بعد التحنيب، والتحليل الديناميكي غير الخطي للهياكل المعرضة للزلازل الشديدة، وانتشار تمزق الصدوع، والسلوك غير الخطي لهياكل الطوب، وتحليل جدران البوليمرات المدعمة بالألياف الزجاجية تحت أحمال الانفجار.

## مناقشة تقنية
في طريقة العناصر التطبيقية، يجري تقسيم الهيكل عمليًا ونمذجته كمجموعة من العناصر الصغيرة نسبيًا. توصل بعد ذلك العناصر من خلال مجموعة من النوابض المحورية ونوابض القص الموجودة عند نقاط الاتصال الموزعة على طول وجوه العنصر. النوابض المحورية ونوابض القص مسؤولة عن نقل الإجهادات المحورية وإجهادات القص من عنصر إلى آخر.

### تكوين العناصر وصياغتها
نمذجة الأجسام في طريقة العناصر التطبيقية مشابهة جدًا لنمذجة الأجسام في طريقة العناصر المنتهية. ينقسم كل جسم إلى سلسلة من العناصر المتصلة مشكلًا شبكة. ولكن الفرق الرئيسي بين طريقة العناصر التطبيقية وطريقة العناصر المنتهية هو كيفية ربط العناصر معًا. في طريقة العناصر التطبيقية، ترتبط العناصر بسلسلة من النوابض غير الخطية التي تمثل السلوك المادي.
هناك ثلاثة أنواع من النوابض المستخدمة في طريقة العناصر التطبيقية:
- مصفوفة النوابض: تربط مصفوفة النوابض عنصرين معًا يمثلان خواص المواد الرئيسية للجسم.
- التسليح الحلزوني: يستخدم التسليح الحلزوني لتمثيل قضبان التسليح الإضافية التي تمر عبر الجسم ضمنيًا دون إضافة عناصر إضافية إلى التحليل.
- نوابض الاتصال: تنتج نوابض الاتصال عندما يتصادم عنصران مع بعضهما البعض أو مع الأرض. وعندما يحدث هذا، تنتج ثلاثة نوابض (القص على المحور واي، القص على المحور إكس، والمحوري).

### فصل العناصر تلقائيًا
عندما يصل متوسط قيمة الإجهاد في وجه العنصر إلى إجهاد التشوه، تُزال جميع النوابض في هذا الوجه ولا تعود العناصر متصلة حتى حدوث التصادم، وعندها تتصادم معًا كأجسام صلبة.
يمثل إجهاد التشوه الإجهاد الذي تُفصل فيه العناصر المجاورة تمامًا عند وجه التوصيل. هذا المعامل غير متوفر في نموذج المواد المرنة. بالنسبة للخرسانة، تُقطع جميع النوابض بين الوجوه المتاخمة بما في ذلك نوابض قضبان التسليح. إذا اجتمعت العناصر مرة أخرى، فإنها تتصرف كجسمين جامدين مختلفين اتصلا ببعضهما البعض للتو. بالنسبة للصلب، تُقطع القضبان إذا وصلت نقطة الإجهاد إلى الإجهاد الأقصى أو إذا وصلت الخرسانة إلى إجهاد التشوه.

### اتصال/تصادم العناصر التلقائي
يُكتشف الاتصال أو التصادم دون أي تدخل من المستخدم. العناصر قادرة على الانفصال، والانكماش، و/أو الاتصال بعناصر أخرى. تتضمن طريقة العناصر التطبيقية ثلاث طرق اتصال من الزاوية إلى الوجه، ومن الحافة إلى الحافة، ومن الزاوية إلى الأرض.